# ファラリス
ファラリス（ギリシア語: Φάλαρις、紀元前7世紀 - 紀元前554年頃）は、シケリア・アクラガスの僭主（在位：紀元前570年頃 - 紀元前554年頃）。自身の名が冠された処刑器具「ファラリスの雄牛」で知られる。

## 歴史
ファラリスは、アクロポリスにゼウス・アタビュリウスの神殿建設を委ねられ、その地位を利用して専制君主へと上り詰めていった。彼の治世下で、アクラガスは大いに繁栄した。都市には水を供給し、華やかな建造物で飾り付け、周囲には城壁を巡らせて防衛にも力を入れた。シケリアの北岸に広がる植民都市ヒメラの人々は、同地出身の抒情詩人ステシコロスが警告したにもかかわらず、ファラリスを絶大な権力をもつ将軍に選出した。東ローマ帝国で編纂された『スーダ辞典』によれば、市民の支持を多く取り付けていたファラリスは、島全域の統治者として君臨することに成功したとされている。当初は市民からの支持を集めていたが、次第に暴君と化したファラリスは、テレマコス（アクラガスの僭主テロンの祖先）率いる蜂起軍によって失脚した。彼らによって、ファラリスは自らの名がついたファラリスの雄牛で処刑されたと伝えられている。
ファラリスは、アクラガスを繁栄させた反面、過度な残虐行為でもその名が知られていた。彼は乳児を「共食い」したとも言われている。
彼の残虐性を示すうえで最も有名なのが、ファラリスの雄牛である。アテナイの真鍮鋳物師ペリロスが考案したこの処刑器具は、中に閉じ込められ、焼き殺されていく犠牲者の叫び声が、あたかも雄牛の鳴き声に聞こえるよう設計されていた。20世紀初頭の一部学者は、ファラリスの雄牛とフェニキアのカルトによる雄牛像（『旧約聖書』の金の子牛を参照）との関係性を提唱し、このような人身御供が東方で継続されていたと仮定した。ただし、のちにその説は支持を失っている。
ファラリスの雄牛を巡る伝説は、単なる作り事として斥けることができない。詩人ピンダロスは、この処刑器具とファラリスの名を明確に関連させている。
アクラガスにあったファラリスの雄牛のうち、カルタゴ人によって植民市カルタゴに運び出されたものが存在する。この雄牛はのちに大スキピオによってカルタゴから奪還され、紀元前200年頃アクラガスへ戻された。しかしながら、紀元前146年に第三次ポエニ戦争で敗れてカルタゴが滅亡したとき、小スキピオが他の芸術作品などとともに雄牛もシケリアの各都市へ戻したとも伝えられている。
ローマ時代のソフィストらによる評価は大きく異なっており、情深く教養豊かな人物としている。

## 影響
ファラリスが処刑されてから4世紀ほど後、彼は文学と哲学のパトロンである人道的君主として再考されるようになった。このような新しい見方は、ルキアノスに帰せられるファラリスの為人に対する逆説的弁護や、彼が書簡体小説の作家であると推定されたことによる。1699年、リチャード・ベントレーは、ファラリスの書簡に関する論文を発表し、それが偽書であることを明らかにした。